# Holothurine

Holothurine A

Holothurine B

Holothurine is een giftige stof die zeekomkommers (Holothuroidea) afscheiden om zich te verdedigen. Wanneer zeekomkommers van de familie Holothuridae aangevallen worden, scheiden ze witte, draadachtige buisjes af die buizen van Cuvier worden genoemd. Deze draden bevatten een hoge concentratie holothurine dan in de huid van de zeekomkommers wordt gevonden.

## Ontdekking
Holothurinen werden in 1959 voor het eerste geïsoleerd uit de soort Actinopyga agassizii.

## Giftig
Bij muizen heeft holothurine A een LD50 van 9 mg/kg intraveneus, en holothurine B een LD50 van 14 mg/kg intraperitonaal.
Holothurinen zijn psychoactief en veroorzaken een brandende pijn bij contact met de huid. Bij contact met de ogen kan dit tot sterke irritatie of zelf blindheid leiden. Bij inname kan verlamming, spierkramp, buikkramp en dood door ademstilstand volgen.
Omdat in Azië zeekomkommers worden gegeten moet bij de bereiding ervan de buis van Cuvier voorzichtig verwijderd worden.

## Structuur
Holothurinen zijn glycosiden, meer bepaald triterpeen saponinen. Aan de suikergroep zijn ze gesulfateerd. Er bestaan varianten A, B en C.

## Kankermedicijn
Bij muizen is een remmende werking op tumoren vastgesteld. Ook bij mensen is een tumorremmende werking aangetoond.